# 제리 필레이
제리 필레이(Gerald John Pillay, 1953년 12월 21일 - )는 남아프리카 공화국의 신학자이자 교회 역사가이다. 그는 2003년부터 영국 리버풀 호프 대학교 의 부총장 이자 총장을 역임하였고, 현재 프리토리아 대학교 조직 및 역사 신학 교수이며 현재 신학부 학장으로 재직하고 있다. 남아프리카연합장로교(UPCSA) 소속 목사로 UPCSA 총회장을 지냈다. 또한 세계선교협의회(CWM) 이사와 세계개혁교회커뮤니언(WCRC) 회장도 역임했다. 2022년 세계 교회 협의회(普世敎會協會, 영어: World Council of Churches, WCC) 사무총장으로 선임되었다.

## 작품
- Pillay, G. J. (1994). 《Religion at the limits?: Pentecostalism among Indian South Africans》 1판. Pretoria: University of South Africa. ISBN 9780869818558.
- Hofmeyr, J. W.; Pillay, Gerald J., 편집. (1994). 《A History of Christianity in South Africa: Volume 1》. Pretoria: HAUM Tertiary. ISBN 9780798632287.